# Кицул, Игорь Сергеевич
И́горь Серге́евич Кицу́л (род. 24 марта 1972 года, пос. Хребтовая Нижнеилимского района Иркутской области) — российский учёный, специалист в области организации здравоохранения и теоретических основ общественного здоровья. Заведующий кафедрой общественного здоровья и здравоохранения иркутского филиала Российской медицинской академии непрерывного профессионального образования (РМАНПО) Минздрава РФ. Доктор медицинских наук (2002), профессор (2008), профессор РАН (2018), автор 30 монографий и около четырёхсот научных статей.

## Образование. Становление
И. С. Кицул родился в Иркутской области (РСФСР) в 1972 году. 
В 1989—1995 годах обучался на медико-профилактическом факультете ИГМИ (Иркутского государственного медицинского института), ныне ИГМУ (У = университет), в 1996 году — в интернатуре ИГМУ, специальность «социальная гигиена и организация здравоохранения», а в 1996—1998 являлся аспирантом НИИ соц. гигиены, экономики и управления здравоохранением им. Н. А. Семашко РАМН, гор. Москва.
В 1998 году в НИИ им. Семашко под руководством А. Л. Линденбратена защитил кандидатскую диссертацию, тема: «Научный анализ влияния исходного состояния пациентов на эффективность медицинской помощи». Спустя четыре года, в 2002 году, в возрасте 30 лет стал доктором наук, что было впервые в истории специальности «общественное здоровье и здравоохранение». Место защиты: НИИ клинической и экспериментальной медицины (Новосибирск), название докторской диссертации: «Научное обоснование потребности взрослого населения в стоматологической помощи и вопросы её оптимизации в современных условиях».
Владеет русским, английским, польским и украинским языками.

## Профессиональная карьера
С 1995 по 2003 год прошёл путь от ассистента до профессора в ИГМИ (ИГМУ), работая сначала на кафедре социальной гигиены и организации здравоохранения, а позднее на кафедре общественного здоровья и здравоохранения. В 2006-м стал профессором кафедры «Общественное здоровье и здравоохранение» Иркутского института усовершенствования врачей (ныне ИГМАПО — Иркутская государственная медицинская академия последипломного образования — филиал РМАНПО), в 2008 году получил учёное звание профессора, а с 2012 года возглавил кафедру.

## Научная работа и достижения
Научная деятельность И. С. Кицула включает следующие направления: 
- выявление зон неэффективности в системе управления здравоохранением региона;
- совершенствование системы стандартизации медицинской помощи на региональном уровне;
- разработка и внедрение технологий управления качеством медицинской помощи на основе интегрированных систем менеджмента[3];
- разработка и внедрение организационных технологий, повышающих эффективность медицинских служб;
- разработка инновационной модели саморегулирования медицинской деятельности и её экспериментальная апробация[4][5];
- анализ качества и безопасности медицинской деятельности[6].

Исследования охватывают все стадии: выработку базовых концепций, апробацию, оценку эффективности и внедрение в практику.
И. С. Кицул — автор и научный соруководитель первого в РФ проекта по внедрению механизмов саморегулирования в здравоохранении, который был реализован в Иркутской области совместно с Федеральной службой по надзору в сфере здравоохранения (Росздравнадзор). Опыт был обобщён в монографии «Становление и развитие механизмов саморегулирования в здравоохранении Российской Федерации» в 2010 году.
Всего И. С. Кицулом опубликовано 460 печатных работ, из них 390 научных публикаций (в том числе 30 монографий) и 65 учебно-методических изданий. По данным Российского индекса научного цитирования (РИНЦ), эти работы суммарно цитировались более 2500 раз, индекс Хирша равен 21. Сведения — по состоянию на весну 2024 года.
Выступал в роли руководителя или консультанта по 25 диссертациям, в том числе четырём докторским. 

## Награды, признание
- 2006 год — отмечен ведомственной наградой Минздравсоцразвития РФ — нагрудным знаком «Отличник здравоохранения»[8].
- 2010 год — лауреат премии губернатора Иркутской области в сфере науки и техники за работы по теме: «Совершенствование системы управления региональным здравоохранением»[8].
- 2009, 2010, 2013, 2016 и 2017 годы — дипломы журнала «Менеджер здравоохранения» победителю конкурса «Оригинальные менеджерские решения в области управления региональным здравоохранением» за цикл самых актуальных публикаций[8].
- Награждён почётными грамотами мэра гор. Иркутска (2014) и губернатора Иркутской области (2017) за большой вклад в развитие здравоохранения и подготовку медицинских кадров для города и региона[1].
- 2018 год — присвоено почётное учёное звание «Профессор РАН»[9].
- 2022 год — почётная грамота Министерства здравоохранения РФ.